# Дэвис, Роберт Уильям
Ро́берт Уи́льям «Боб» Дэ́вис (англ. Robert William "Bob" Davies; 23 апреля 1925 — апрель 2021) — британский историк, профессор-эмерит экономической советологии. Соавтор Э. Х. Карра в его 14-томной «Истории Советской России».

## Биография
Родился в Лондоне. Служил в королевских ВВС с 1943 по 1946 год.
В 1950 получил степень бакалавра в Школе славянских и восточноевропейских исследований Лондонского университета. В 1954 в Бирмингемском университете получил степень доктора философии в области коммерции и общественных наук, научный руководитель — Александр Байков. В 1963—1978 первый директор Центра русских и восточноевропейских исследований Бирмингемского университета.
Его научный вклад в историю Советского Союза признан коллегами.

## Научные труды

### Монографии
- The Development of the Soviet Budgetary System. Cambridge: Cambridge University Press, 1958.
- Science and the Soviet Economy: An Inaugural Lecture Delivered in the University of Birmingham on 18th January 1967. Birmingham: University of Birmingham, 1967.
- A History of Soviet Russia: Foundations of a Planned Economy, 1926—1929: Volume 1. In Two Parts. With E.H. Carr. London: Macmillan, 1969.
- The Soviet Economic Crisis of 1931—1933. Birmingham: Centre for Russian and East European Studies, 1976.
- The Emergence of the Soviet Economic System, 1927—1934. Birmingham: Centre for Russian and East European Studies, 1977.
- The Soviet Union. Co-Editor, with Denis J.B. Shaw. London:George Allen & Unwin, 1978
- Soviet Industrial Production, 1928—1937: The Rival Estimates. Birmingham: Centre for Russian and East European Studies, 1978.
- Capital Investment and Capital Stock in the USSR, 1928—1940: Soviet and Western Estimates. Birmingham: Centre for Russian and East European Studies, 1982.
- The Socialist Market: A Debate in Soviet Industry, 1932-33. Birmingham: Centre for Russian and East European Studies, 1982.
- Edward Hallett Carr, 1892—1982. London: British Academy, 1984.
- Materials for a Balance of the Soviet National Economy, 1928—1930. Co-Editor, with Stephen G. Wheatcroft. Cambridge: Cambridge University Press, 1985.
- Soviet Defence Industries During the First Five-Year Plan: Supplement. Birmingham: Centre for Russian and East European Studies, 1987.
- Soviet History in the Gorbachev Revolution: The First Phase. Birmingham: Centre for Russian and East European Studies, 1987.
- Soviet History in the Gorbachev Revolution. Bloomington, IN: Indiana University Press, 1989 ISBN 0-253-31604-9
- Soviet official statistics on industrial production, capital stock and capital investment, 1928-41. With J.M. Cooper and M.J. Ilič. Birmingham: Centre for Russian and East European Studies, 1991.
- From Tsarism to the New Economic Policy: Continuity and Change in the Economy of the USSR. Editor. Ithaca, NY: Cornell University Press, 1991.
- The Economic Transformation of the Soviet Union, 1913—1945. Co-Editor, with Stephen G. Wheatcroft. Cambridge: Cambridge University Press, 1994. ISBN 0-521-45152-3
- Soviet History in the Yeltsin Era. London: Macmillan, 1997.
- Soviet Economic Development from Lenin to Khrushchev. Cambridge: Cambridge University Press, 1998. ISBN 0-521-62260-3
- The Industrialisation of Soviet Russia
  - The Industrialisation of Soviet Russia, Volume 1: The Socialist Offensive: The Collectivisation of Soviet Agriculture, 1929—1930. Cambridge, MA: Harvard University Press, 1980.
  - The Industrialisation of Soviet Russia, Volume 2: The Soviet Collective Farm, 1929—1930. Cambridge, MA: Harvard University Press, 1980.
  - The Industrialisation of Soviet Russia, Volume 3: The Soviet Economy in Turmoil, 1929—1930. Cambridge, MA: Harvard University Press, 1989.
  - The Industrialisation of Soviet Russia, Volume 4: Crisis and Progress in the Soviet Economy, 1931—1933. Basingstoke: Macmillan, 1996.
  - The Industrialisation of Soviet Russia, Volume 5: The Years of Hunger: Soviet Agriculture, 1931—1933. With Stephen Wheatcroft. Basingstoke: Palgrave, 2004.
  - The Industrialisation of Soviet Russia, Volume 6: The Years of Progress: The Soviet Economy, 1934—1936. With Oleg Khlevniuk and Stephen Wheatcroft. Basingstoke: Palgrave Macmillan, 2014.
- The Stalin-Kaganovich Correspondence, 1931-36. Co-Editor. New Haven, Yale University Press, 2003, ISBN в 0-300-09367-5

переводы на русский язык
- Сталин и Каганович. Переписка. 1931—1936 гг. / Сост. О. В. Хлевнюк, Р. У. Дэвис, Л. П. Кошелева, Э. А. Рис, Л. А. Роговая. — М.: Российская политическая энциклопедия, 2001. — 798 с.
- Дэвис Р., Уиткрофт С. Годы голода. Сельское хозяйство СССР, 1931—1933. — М.: Российская политическая энциклопедия, 2011. — 544 с. — ISBN 978-5-8243-1597-4

### Статьи
- Дэвис Р. В. Пути развития экономики СССР // История марксизма : пер. с ит. : [в 4 т.] Т. 3, ч. 1, вып. 2: Марксизм в эпоху III Интернационала. От Октябрьской революции до кризиса 1929 года. — М. : Прогресс, 1983. — 411, [1] с. (С грифом «Рассылается по специальному списку»)
- Советская экономика в период кризиса 1930—1933 годы Архивная копия от 21 февраля 2018 на Wayback Machine
- Девис Р., Гатрелл П. От царизма к НЭПу // Вопросы истории. — 1992. — № 8-9. — С. 30-51.
- Советская экономическая реформа в исторической перспективе. // НЭП: приобретения и потери. — М.: Наука, 1994. — С. 7-26.
- Хлевнюк О. В., Дэвис Р. У. Вторая пятилетка: механизм смены экономической политики // Отечественная история. — 1994. — № 3. — С. 92-108.
- Хлевнюк О. В., Дэвис Р. У. Развернутое наступление социализма по всему фронту // Советское общество: Возникновение, развитие, исторический финал. — М.: РГГУ, 1997. — С. 120—172.